# 미치 랜드리우
미첼 조셉 랜드리외(Mitchell Joseph Landrieu, 1960년 8월 16일 ~ )는 미국의 정치인으로, 제51대 루이지애나주 부지사이다.

## 학력
- 미국 가톨릭 대학교 인문사회 학사
- 로욜라 대학교 뉴올리언스 법무박사

## 경력
- 1988 ~ 1992 제64대 루이지애나 제90선거구 하원의원
- 1992 ~ 2004 제65·66·67대 루이지애나 제89선거구 하원의원
- 2004.01 ~ 2010.05 제51대 루이지애나 부지사
- 2010.05 ~ 2018.05 제61대 뉴올리언스 시장
- 2017 ~ 2018 제75대 미국 시장협의회 회장
- 2021.11 ~ 2024.01 백악관 인프라투자 및 일자리법 시행 조정관
- 2021.11 ~ 2024.01 인프라투자 및 일자리 담당 대통령 선임보좌관

## 역대 선거 결과
| 선거명      | 직책명                           | 대수 | 정당   | 득표율 | 득표수    | 결과 | 당락                   |
| ----------- | -------------------------------- | ---- | ------ | ------ | --------- | ---- | ---------------------- |
| 1987년 선거 | 하원의원 (루이지애나 제90선거구) | 64대 | 민주당 | 50.38% | 4,525표   | 1위  | 루이지애나 주의원 당선 |
| 1991년 선거 | 하원의원 (루이지애나 제89선거구) | 65대 | 민주당 | 63.31% | 8,522표   | 1위  | 루이지애나 주의원 당선 |
| 1995년 선거 | 하원의원 (루이지애나 제89선거구) | 66대 | 민주당 | 56.72% | 6,692표   | 1위  | 루이지애나 주의원 당선 |
| 1999년 선거 | 하원의원 (루이지애나 제89선거구) | 67대 | 민주당 | 70.40% | 6,575표   | 1위  | 루이지애나 주의원 당선 |
| 2003년 선거 | 루이지애나 부지사                | 51대 | 민주당 | 52.68% | 674,803표 | 1위  | 루이지애나 부지사 당선 |
| 2007년 선거 | 루이지애나 부지사                | 51대 | 민주당 | 56.59% | 701,777표 | 1위  | 루이지애나 부지사 당선 |
| 2010년 선거 | 뉴올리언스 시장                  | 52대 | 민주당 | 65.52% | 58,279표  | 1위  | 뉴올리언스 시장 당선   |
| 2014년 선거 | 뉴올리언스 시장                  | 52대 | 민주당 | 63.57% | 53,441표  | 1위  | 뉴올리언스 시장 당선   |